# Sohinolol
Sohinolol je antagonist beta adrenergičkog receptora.